# Għaxaq
Għaxaq (malt. Ħal Għaxaq, wym. /ħal a'ʃaʔ/) – jedna z jednostek administracyjnych na Malcie. Mieszka tutaj 4 722 osób.

## Turystyka
- Kościół Wniebowzięcia Najświętszej Maryi Panny
- St. Philip's Chapel - kaplica św. Filipa
- Kaplica św. Łucji - kaplica z 1535 roku
- Christ the Redeemer Chapel - kaplica Chrystusa Odkupiciela
- Wieża semaforowa Għaxaq
- Sea Shelled House / Sea Shell House - dom zdobiony muszlami skorupiaków morskich

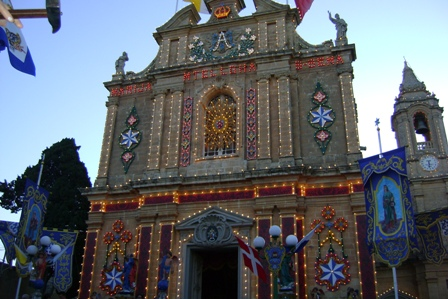
Saint Mary's Parish Church - Kościół Najświętszej Maryi Panny
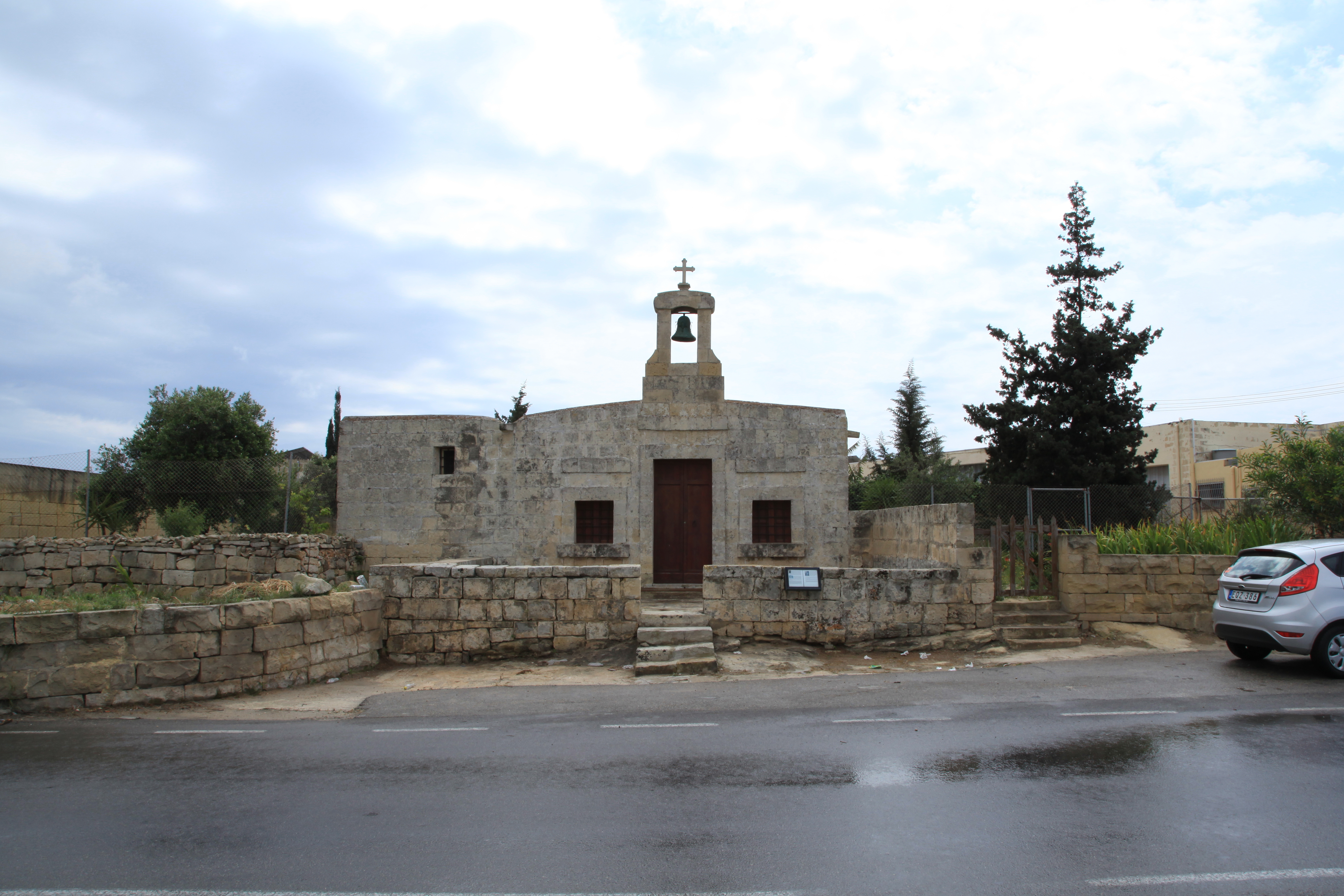
Kaplica św. Lucy
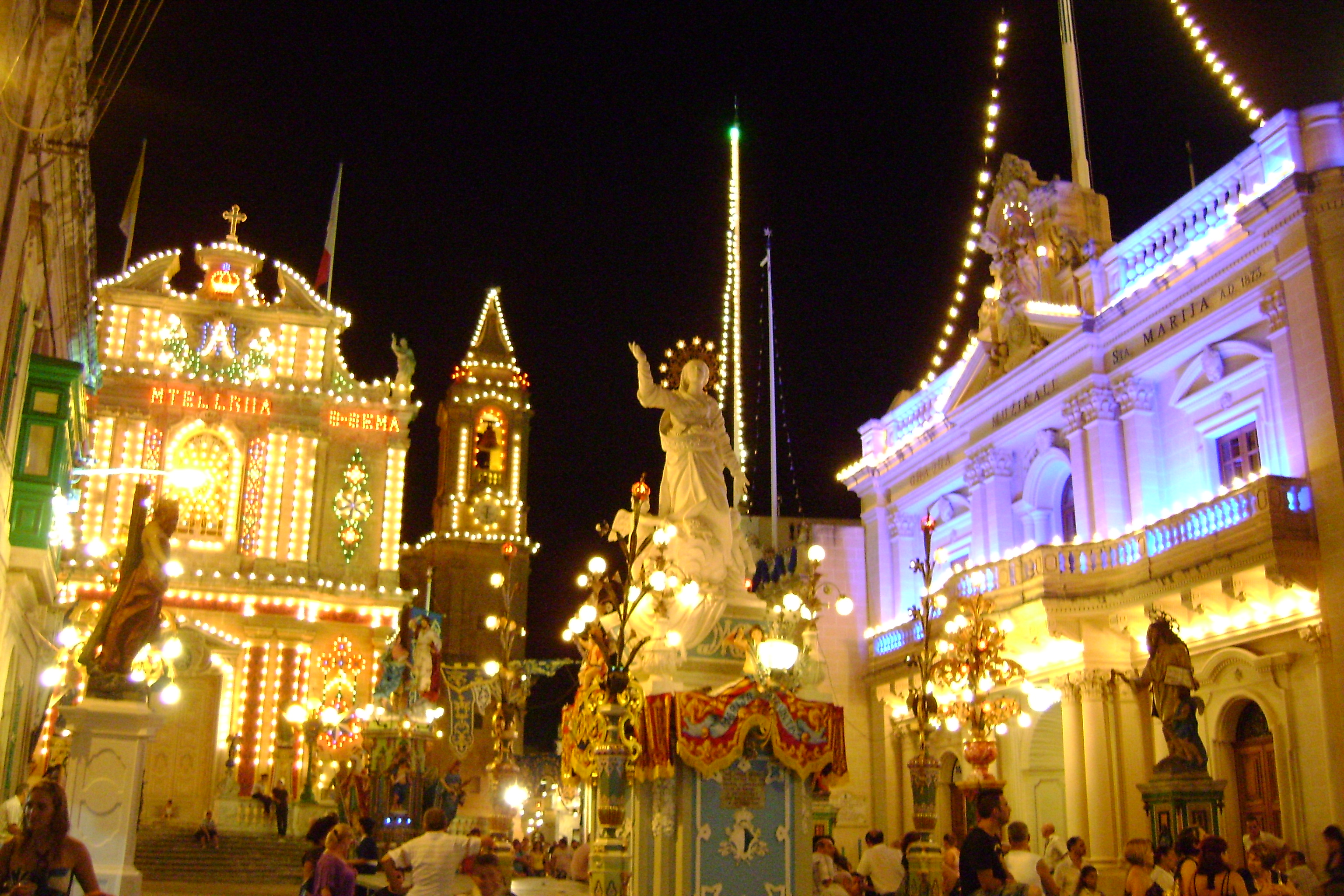
Rynek w Għaxaq
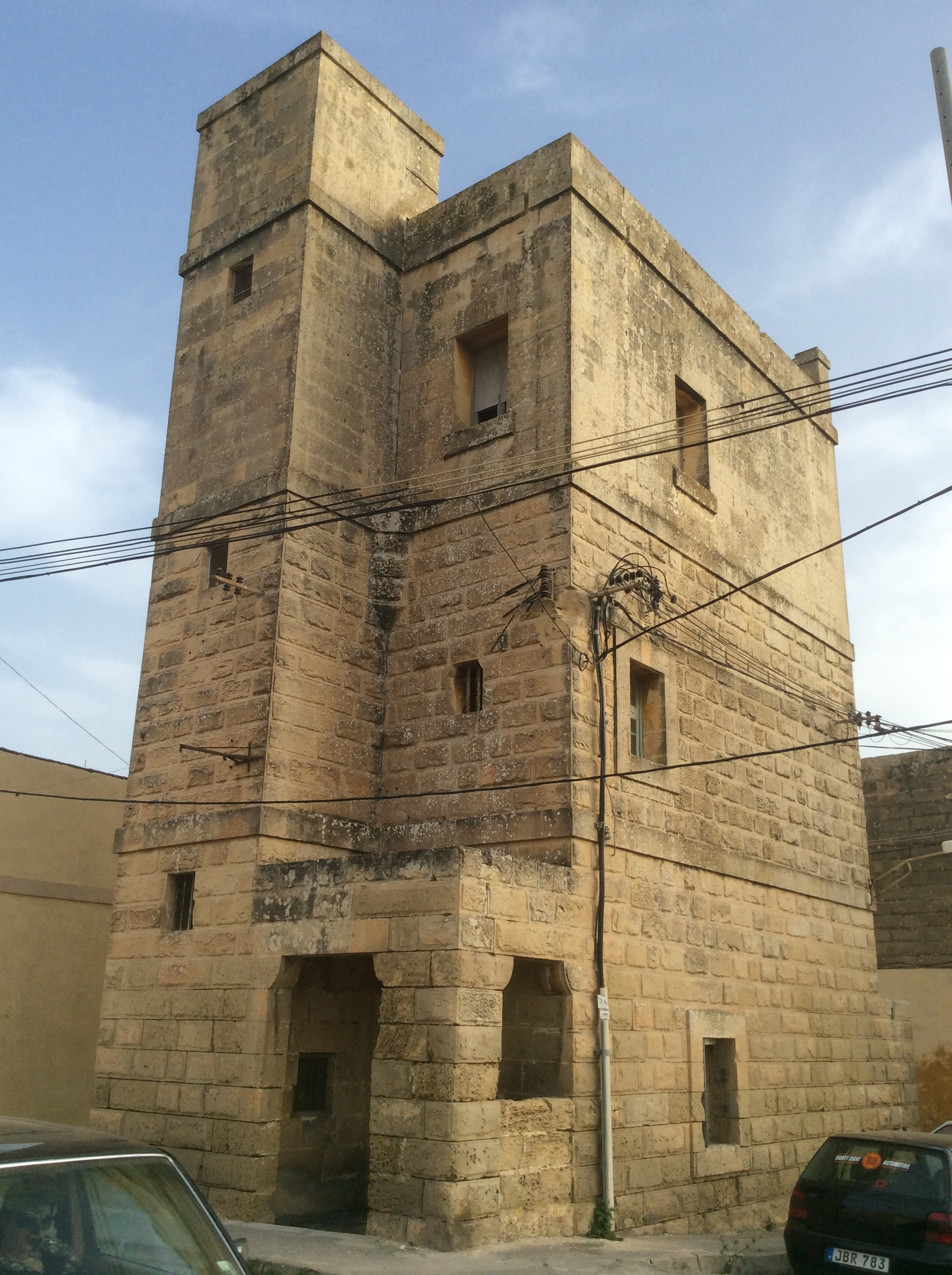
Wieża semaforowa

## Sport
W miejscowości funkcjonuje klub piłkarski Ghaxaq F.C. Powstał w 1950 roku. Obecnie gra w Maltese Second Division, trzeciej w hierarchii ligowej.

## Handel
W miejscowości znajduje się supermarket Lidl oraz szereg mniejszych sklepów.